# 阮明哲
阮明哲（發音：[ŋwiən˦ˀ˥ mïŋ˧˧ t͡ɕiət̚˧˦]；1942年10月8日—），生於越南平陽省𤅶葛縣安西社，越南共產黨領導人，2006年6月27日獲越南國會任命接替陳德良，出任越南社會主義共和國主席一職。少年時代曾獲得數學學士及胡志明國家政治學院政治學學士學位，被視為經濟改革派的人物。
他自1960年至1975年期間參予南越革命；1975年後，加入胡志明共產主義青年團中央工作，出任團中央書記。1988年在小河省工作，官拜省委一職。1997年，被擢升為胡志明市市委副書記，同年12月，越共第八屆四中全會，獲選為中央政治局委員。1998年他出任越共中央民運部部長。
2000年，他出任胡志明市市委書記，力促經濟及基建發展，受到外商重視，上任期間，胡志明市的經濟以高速發展。2001年4月，越共九大和2006年4月越共十大上，他均成功連任中央政治局委員。 
2006年6月24日，越南國家主席陳德良、政府總理潘文凱和國會主席阮文安在越南第十一屆國會第九次會議集體呈辭，希望將職務交予年輕的新領導人。越南國會隨後以94%的贊成票，通過阮明哲接任國家主席，同期阮富仲亦獲選出任國會主席，總理一職則由阮晉勇接任。外界預期阮明哲會比他的前任，更積極推動私有化及減少政府干預經濟運作。
2010年4月1日，阮明哲視察了白龍尾島。他表示，「越南將捍衛其對南中國海（越南称「东海」）爭議島嶼的主權。」「我們不會讓別人侵犯我們的領土、領海和島嶼。我們不會對任何人作出一寸土地的讓步。」
| 前任： 陳德良 1997年—2006年 | 越南国家主席 2006年—2011年 | 越南国家主席 2006年—2011年 | 繼任： 張晉創 |

1. ↑  .   [2016-10-06]. （原始内容存档于2019-06-20）.